# Pino sulla Sponda del Lago Maggiore
Pino sulla Sponda del Lago Maggiore es una localidad y comune italiana de la provincia de Varese, región de Lombardía, con 232 habitantes.

## Evolución demográfica
| Gráfica de evolución demográfica de Pino sulla Sponda del Lago Maggiore entre 1861 y 2001 |
|                                                                                           |
| Fuente ISTAT - elaboración gráfica de Wikipedia                                           |